# Calvin Harris

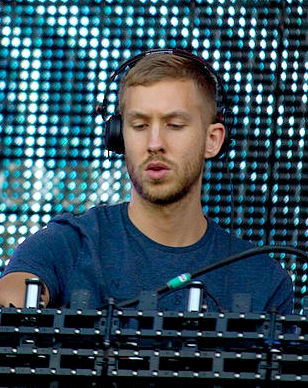
Calvin Harris 2012 bei Rock in Rio in Madrid

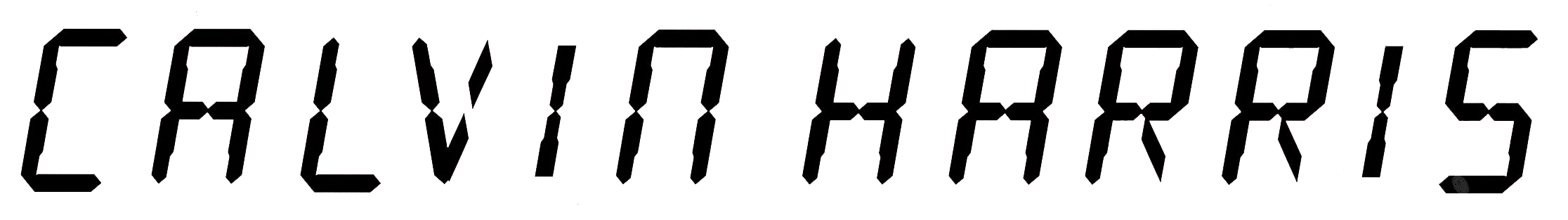
Logo von Calvin Harris

Adam Richard Wiles (* 17. Januar 1984 in Dumfries, Schottland), besser bekannt unter seinem Künstlernamen Calvin Harris (sowie Love Regenerator), ist ein britischer DJ, Sänger, Songwriter und Produzent, vor allem von elektronischer Tanzmusik (EDM), hier besonders House, Elektropop und Electro-House. Er erlangte weltweite Bekanntheit durch sein Lied Acceptable in the 80’s, eine Hommage an den Stil und die Kultur der 1980er Jahre.

## Leben
Calvin Harris wurde am 17. Januar 1984 im schottischen Dumfries als Sohn eines Biochemikers und einer Hausfrau geboren. Seine ersten musikalischen Erfahrungen machte er in seiner Jugendzeit, in der er einige Demos im heimischen Schlafzimmer aufnahm. In einem Interview erklärte Harris, dass er sich in dieser Zeit sehr isoliert habe, was sich auf seine Persönlichkeit ausgewirkt habe. Sein frühester Erfolg war die Veröffentlichung der Lieder Da Bongos und Brighter Days auf 12-Zoll-Single im Alter von 21 unter dem Pseudonym „Stouffer“. Mit diesen Liedern und 4.000 £ im Gepäck zog Harris nach London, schaffte es innerhalb eines Jahres aber nicht, sich künstlerisch zu etablieren und mehr als einen Sänger für seine Musik zu finden.
Nach der Rückkehr in sein Elternhaus arbeitete Harris in einer Fischfabrik und einem Supermarkt und begann, selbst komponierte Lieder auf die Internetplattform MySpace hochzuladen. Dort wurde er 2006 von einem Talentsucher des Labels EMI entdeckt, der Harris in der gleichen Woche einen Labelvertrag verschaffte.
Er war von Mai 2013 bis Juni 2014 mit der Sängerin Rita Ora liiert, im Anschluss mit der Sängerin Taylor Swift. Das Ende dieser Beziehung gaben die beiden Musiker Anfang Juni 2016 bekannt. Harris lebt mittlerweile in Los Angeles.
2023 heiratete er die Radio- und TV-Moderatorin Vick Hope. Am 20. Juli 2025 kam ihr gemeinsamer Sohn zur Welt.

## Karriere

### 2006–2008: Erste Erfolge und Debütalbum
Harris’ erstes Album, I Created Disco (deutsch: Ich erschuf die Diskomusik), wurde am 15. Juni 2007 in Großbritannien veröffentlicht. Das Album enthält Synthpop-, Dance- und Elektropopsongs. Um Werbung für das Album zu machen, ging Harris mit Faithless und Groove Armada auf Tour durch das Vereinigte Königreich.
Die erste Singleauskopplung aus dem Album war Vegas, das nur als limitierte Vinylsingle veröffentlicht wurde. Der erste Charterfolg kam mit dem Elektropopsong Acceptable in the 80’s, einer Hommage an die 1980er Jahre. Das Lied erreichte die Top 10 der Singlecharts in Großbritannien, in denen es sich 15 Wochen lang halten konnte. In Deutschland erreichte das Lied große Bekanntheit durch die Verwendung im Werbespot für die Castingshow Germany’s Next Topmodel. In der Folge erreichte Acceptable in the 80’s Platz 30 der deutschen Singlecharts. Die Nachfolgesingle The Girls konnte Platz 3 in den britischen Singlecharts erreichen. Unter anderem wurde das Lied in der Comedy-Sendung Two and a Half Men verwendet. Im Jahre 2007 veröffentlichte die kanadische Band Dragonette eine neue Version des Liedes mit dem Titel The Boys, in dem die Gruppe direkt Bezug auf Harris nimmt. Die letzte Single von I Created Disco war Merrymaking at My Place, das sich auf Platz 43 platzieren konnte.
Ebenfalls im Jahre 2007 ging Harris mit dem australischen Popstar Kylie Minogue ins Aufnahmestudio. Er hatte ihre Aufmerksamkeit erlangt, nachdem ein anderer Musikproduzent Harris’ Demos an sie weitergegeben hatte. Harris gab zu, dass die Arbeit mit Minogue sich unwirklich anfühlte, aber dennoch Spaß gemacht habe, obwohl er vor dem ersten Treffen mit ihr sehr aufgeregt war. Harris produzierte und schrieb zwei Lieder für Minogues Album X: zum einen die erfolgreiche Single In My Arms, zum anderen Heart Beat Rock. Außerdem produzierte er das Lied Michael Jackson für das britische Rap-Duo The Mitchell Brothers.
Im Jahr 2008 arbeitete Harris mit dem britischen Hip-Hop-Künstler Dizzee Rascal an dem Lied Dance wiv Me. Die beiden Musiker stellten das Lied erstmals als Akustikversion auf dem Glastonbury Festival vor. Das Lied wurde am 30. Juni 2008 digital veröffentlicht und stieg direkt an die Spitze der britischen Singlecharts. Danach erreichte der Song auch Platz 48 der deutschen Singlecharts und brachte Harris eine Reihe von Nominierungen und Auszeichnungen ein, unter anderen eine Nominierung bei den BRIT Awards und eine Auszeichnung bei den NME Awards als Best Dancefloor Filler. Harris produzierte auch Rascals nächste Single Holiday, die ein weiterer Nummer-eins-Hit in Großbritannien wurde.
In einem Interview mit BBC Radio 1 sagte Harris, dass er eine Zusammenarbeit mit dem US-amerikanischen Popstar Lady Gaga abgelehnt habe, da die Anfrage zu einer Zeit kam, als Lady Gaga noch unbekannt war und ihm die Demoaufnahme, die ihm zugeschickt worden war, nicht zugesagt hatte. Später jedoch stellte er klar, dass er Lady Gaga als „großartige Künstlerin“ ansehe.

### 2009–2013:Ready for the Weekendund18 Months

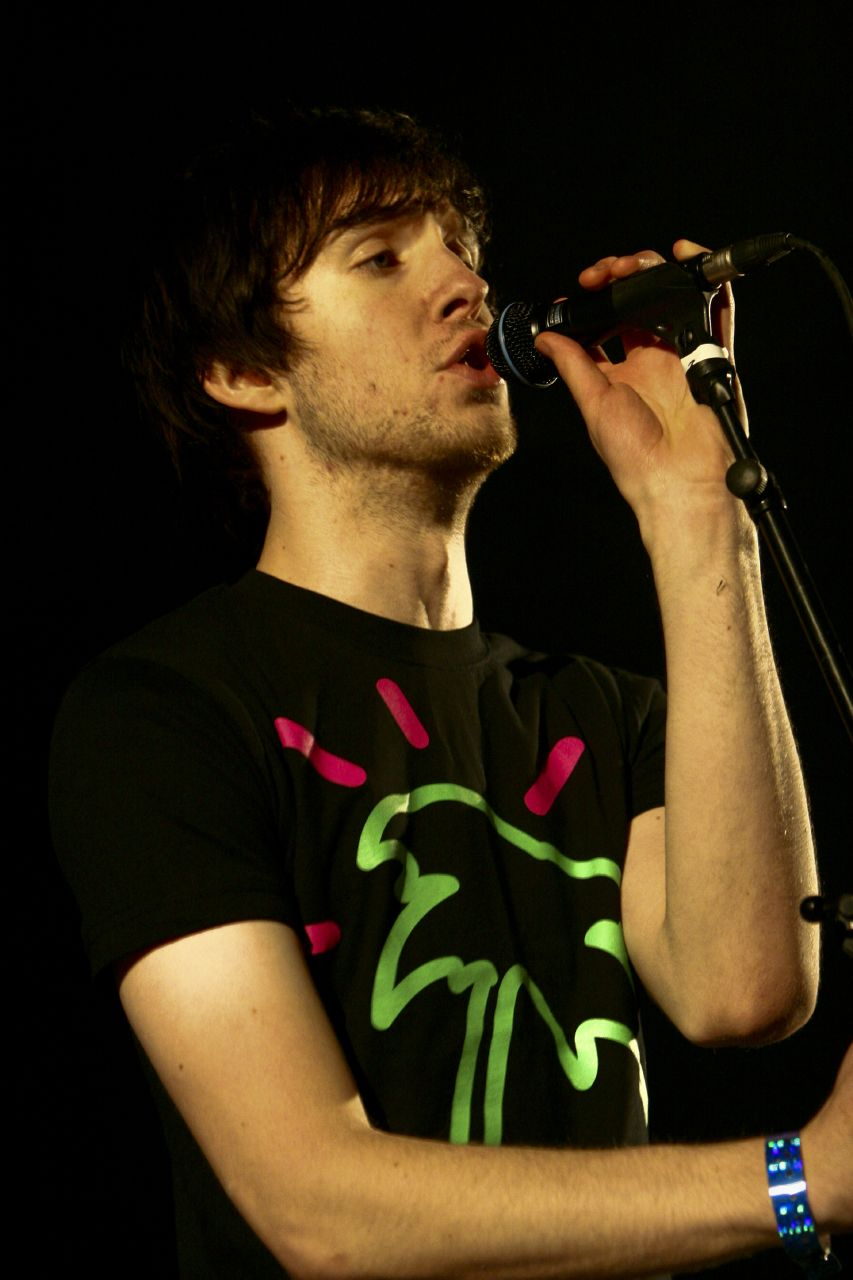
Calvin Harris auf dem Eurockéennes Festival in Frankreich

Nach Veröffentlichung seines Debütalbums arbeitete Harris bereits am Nachfolger. Ähnlich wie beim ersten Album nahm der Künstler seine Lieder bei sich zu Hause auf einem Laptop auf. Im Chaos der Neueröffnung des Terminals 5 am englischen Flughafen London Heathrow Airport ging dieser Laptop angeblich verloren, so dass Harris große Teile des Albums neu habe einspielen bzw. einsingen müssen. Harris gab allerdings später zu, dass er sein Gepäck schon nach wenigen Tagen zurückerhielt. Er gestand, dass der Computer gar nicht in seinem Gepäck gewesen war und er einfach darauf hoffte, mehr Zeit zur Fertigstellung seines Albums zu bekommen. Er erklärte: „Mein Label wollte das Album haben, ich hatte zu dem Zeitpunkt aber nur zwei Songs fertig. Dafür ist es jetzt aber richtig gut geworden … Ich wusste, ich musste die Leute irgendwie auf mich aufmerksam machen. Zeigen, dass ich noch lebe, dass mich mein Label nicht gedroppt hat und ich an der Arbeit für die zweite Platte bin. Ich überlegte mir also diese Geschichte, meine Pressedame bei Columbia fand sie sofort super. Wir stellten sie also in meinen Myspace-Blog, und eine Menge Zeitungen schrieben sie ab.
Harris’ zweites Studioalbum, Ready for the Weekend (deutsch: Bereit für das Wochenende), wurde im August 2009 veröffentlicht. Zur Promotion des Albums und seiner Singles ging Harris in Großbritannien, Irland, Frankreich, den Niederlanden und den Vereinigten Staaten auf Tour. Im Vorfeld der Albumveröffentlichung wurde die Single I’m Not Alone veröffentlicht, die Harris offiziell an Silvester in Sydney das erste Mal präsentierte. Das Lied schoss an die Spitze der Charts aufgrund von hohen Downloads, wo es nach Veröffentlichung als CD eine weitere Woche blieb. Die zweite Single des Albums, Ready for the Weekend, erreichte Platz 3 der britischen Singlecharts.
Auch Harris’ Album Ready for the Weekend konnte einige Erfolge verzeichnen. In der ersten Chartwoche erreichte es die Spitzenposition der britischen Albumcharts und Platz 6 in Irland. Am 16. Oktober wurde das Album von der British Phonographic Industry für den Verkauf von 100.000 verkauften Exemplaren mit Gold ausgezeichnet. Die dritte und vierte Singleauskopplung aus dem Album, Flashback und You Used to Hold Me konnte nicht an den Erfolg der Vorgänger anknüpfen. Sie konnten lediglich Platz 18 beziehungsweise Platz 27 der Charts erreichen. Außerdem wurde im Sommer ein Remix seines Lieds Yeah Yeah Yeah, La La La in einem Werbespot für die Getränkemarke Coca-Cola verwendet.
2010 konnte sich Harris erstmals in der Wahl der Top 100 DJs des DJ Magazines platzieren und wurde auf Platz 94 gewählt.
In diesem Jahr arbeitete er erneut mit Kylie Minogue bei deren elftem Studioalbum Aphrodite zusammen. Gemeinsam mit dem Sänger der Band Scissor Sisters, Jake Shears, und Minogue schrieb und produzierte er den Synthpopsong Too Much. Auch mit Sophie Ellis-Bextor arbeitete er zusammen. Für ihr Album Make a Scene, das im April 2011 erschien, produzierte er Off & On, an dem er auch als Autor beteiligt war.
Seinen größten Charterfolg und damit auch größere Bekanntheit erlangte er als Produzent von Rihannas Hit We Found Love, welcher im Oktober und November 2011 ein weltweiter Nr.-1-Hit wurde. Calvin Harris wurde bei dieser Veröffentlichung als featured artist genannt.
Bereits im August 2011 veröffentlichte Calvin Harris die Single Let’s Go. Diese wurde ein Jahr später sein zweiter Charthit als Leading Artist in Deutschland. In Großbritannien erreichte der Track Platz 2 und war bereits sein siebter Top-10-Hit. We’ll Be Coming Back mit Example erschien am 27. Juli 2012 als Single, konnte ebenfalls in seiner Heimat Platz 2 belegen, schaffte aber nicht den Charteinstieg in einem der deutschsprachigen Länder. Erst mit der Single Sweet Nothing mit Florence Welch, welche am 14. Oktober 2012 erschien, gelang ihm wieder ein Hit in Deutschland. Mit Platz 19 wurde es der bis dahin höchstplatzierte Hit. In Großbritannien erreichte die Single Platz 1 – es war der zweite Nr.-1-Hit für ihn. Das Album 18 Months wurde am 26. Oktober 2012 in Deutschland herausgebracht. Das Album platzierte sich in den Charts und konnte in Großbritannien auf Anhieb Platz 1 erreichen. Als sechste Single aus dem Album wurde Drinking from the Bottle in Großbritannien veröffentlicht. Bereits vor Veröffentlichung konnte sich der Song auf Platz 5 der englischen Charts platzieren.
Das Lied I Need Your Love mit Ellie Goulding ist die siebte Single und konnte gute Chartpositionen erreichen, sie erschien am 12. April 2013 und platzierte sich auf Platz 4 der UK-Charts. Die achte internationale und letzte Single aus dem Studioalbum war Thinking About You und erschien am 4. August 2013. Im Ranking des DJ Magazines konnte er sich auf Platz 15 verbessern.

### 2014:Motion
Anfang August 2013 präsentierte Calvin Harris seine neue Single „Under Control“, die in Zusammenarbeit mit Alesso und der britischen Band Hurts entstand. Am 7. Oktober 2013 wurde das Lied in den meisten europäischen Ländern veröffentlicht, Deutschland folgte am 15. November. „Under Control“ war die erste Singleauskopplung seines neuen Albums Motion. Am 14. März 2014 veröffentlichte Calvin Harris die zweite Single Summer. Sie erreichte die Nummer 1 in den UK-Charts und landete in weiteren europäischen Ländern in den Top 5.
Am 7. September 2014 kam die dritte Single des angekündigten Albums heraus: „Blame“ mit dem britischen Sänger John Newman schaffte es auch, ein Nummer-1-Hit im Vereinigten Königreich zu werden. Newman sagte vor der Veröffentlichung über den Song, er werde dem Hype gerecht, der um ihn gemacht wurde. „Ich bin sehr aufgeregt. Ich denke, das ist der nächste Schritt nach oben in meiner Karriere.“
Als letzte Singleauskopplung wurde der Track „Outside“ mit dem Gesang der britischen Singer-Songwriterin Ellie Goulding am 20. Oktober 2014 auf den Markt gebracht. Es reichte allerdings nicht erneut für den besten Platz in den britischen Charts. Stattdessen wurde „Outside“ in Deutschland zu einem Nummer-1-Hit. Das Lied markierte außerdem die zweite Zusammenarbeit zwischen Calvin Harris und Ellie Goulding nach „I Need Your Love“ (2013).
Schließlich erschien Calvin Harris’ Album Motion am 31. Oktober 2014 auf seinem eigenen Label Fly Eye Records und Columbia Records. Es enthält – abgesehen von den bereits genannten Singleauskopplungen – unter anderem Zusammenarbeiten mit R3hab, Firebeatz, Gwen Stefani, Big Sean und All About She. Die Kritiken der Medien fielen gemischt aus:

“Though there are occasional surprises, such as the skittering steel-drum effect on Dollar Signs (drowsily sung by star-in-waiting Tinashe) and a striking collaboration with the group Haim, who emanate glorious loss and regret, the bulk of the record is bombast as usual. The big pop hooks and breakdowns are here, but there is little sense of Harris’s personality.”

„Obwohl es gelegentlich Überraschungen gibt, wie den wackelnden Stahltrommeleffekt auf Dollar Signs (schläfrig gesungen von der wartenden Starin Tinashe) und eine auffällige Zusammenarbeit mit der Gruppe Haim, die glorreichen Verlust und Bedauern ausstrahlt, ist der Großteil der Platte wie üblich bombastig. Die großen Pop-Hooks und Pannen sind hier, aber es gibt wenig Sinn für Harris’ Persönlichkeit.“

“Neither the Gwen Stefani team-up Together nor the Big Sean-aided Open Wide ever gels – evidence that Harris hasn’t quite mastered the marriage of man and machine, especially with bigger personalities. His largely straight-ahead approach will rankle EDM devotees who are searching for boundary-busting beats, but he's taking his chances with the most unpredictable technology of all: the human voice.”

„Weder das Gwen Stefani-Team ‚Together‘ noch das Big Sean-unterstützte ‚Open Wide’ wurde richtig klar - ein Beweis dafür, dass Harris die Ehe von Mensch und Maschine nicht ganz gemeistert hat, insbesondere mit größeren Persönlichkeiten. Sein weitgehend geradliniger Ansatz wird EDM-Anhänger, die nach grenzüberschreitenden Beats suchen, mitnehmen, aber er nutzt seine Chancen mit der unvorhersehbarsten Technologie von allen: der menschlichen Stimme.“

### Seit 2017:Funk Wav Bounces Vol. 1
Am 12. Juni veröffentlichte Calvin Harris einen Trailer auf Twitter zu seinem kommenden Album. Zu sehen waren die Namen Snoop Dogg, Frank Ocean, Migos, Pharrell Williams, D.R.A.M., Travis Scott, ScHoolboy Q, PartyNextDoor, Lil Yachty, Big Sean, Young Thug, Future, Kehlani, Khalid, Ariana Grande und Nicki Minaj die als Feature-Gäste im Album vertreten sind. Zuvor wurden auf YouTube einige Singles vom Album als Hörprobe veröffentlicht, wie beispielsweise Slide oder Heatstroke. Anfang Februar 2019 wurde die Single Giant veröffentlicht. Gesungen wird sie von dem britischen Solokünstler Rag ’n’ Bone Man.

## Diskografie
Studioalben

| Jahr | Titel Musiklabel                   | Höchstplatzierung, Gesamtwochen, AuszeichnungChartplatzierungen (Jahr, Titel, Musiklabel, Platzierungen, Wochen, Auszeichnungen, Anmerkungen) | Höchstplatzierung, Gesamtwochen, AuszeichnungChartplatzierungen (Jahr, Titel, Musiklabel, Platzierungen, Wochen, Auszeichnungen, Anmerkungen) | Höchstplatzierung, Gesamtwochen, AuszeichnungChartplatzierungen (Jahr, Titel, Musiklabel, Platzierungen, Wochen, Auszeichnungen, Anmerkungen) | Höchstplatzierung, Gesamtwochen, AuszeichnungChartplatzierungen (Jahr, Titel, Musiklabel, Platzierungen, Wochen, Auszeichnungen, Anmerkungen) | Höchstplatzierung, Gesamtwochen, AuszeichnungChartplatzierungen (Jahr, Titel, Musiklabel, Platzierungen, Wochen, Auszeichnungen, Anmerkungen) | Höchstplatzierung, Gesamtwochen, AuszeichnungChartplatzierungen (Jahr, Titel, Musiklabel, Platzierungen, Wochen, Auszeichnungen, Anmerkungen) | Anmerkungen                                                  |
| Jahr | Titel Musiklabel                   | DE | AT | CH | UK | US | Dance | Anmerkungen                                                  |
| ---- | ---------------------------------- | --- | --- | --- | --- | --- | --- | ------------------------------------------------------------ |
| 2007 | I Created Disco Sony BMG           | — | — | — | UK8 Gold · (30 Wo.)UK | — | Dance19 (1 Wo.)Dance | Erstveröffentlichung: 15. Juni 2007 Verkäufe: + 100.000      |
| 2009 | Ready for the Weekend Sony Music   | — | — | — | UK1 Platin · (27 Wo.)UK | — | Dance12 (1 Wo.)Dance | Erstveröffentlichung: 14. August 2009 Verkäufe: + 342.500    |
| 2012 | 18 Months Sony Music               | DE63 (1 Wo.)DE | AT52 (1 Wo.)AT | CH30 (6 Wo.)CH | UK1 ×4Vierfachplatin · (109 Wo.)UK | US19 Platin · (20 Wo.)US | Dance1 (… Wo.)Dance | Erstveröffentlichung: 26. Oktober 2012 Verkäufe: + 2.795.000 |
| 2014 | Motion Sony Music                  | DE20 Gold · (16 Wo.)DE | AT13 (4 Wo.)AT | CH2 (50 Wo.)CH | UK2 Platin · (47 Wo.)UK | US5 Platin · (44 Wo.)US | Dance1 (… Wo.)Dance | Erstveröffentlichung: 31. Oktober 2014 Verkäufe: + 2.225.000 |
| 2017 | Funk Wav Bounces Vol. 1 Sony Music | DE29 (3 Wo.)DE | AT14 (1 Wo.)AT | CH10 Gold · (8 Wo.)CH | UK2 Gold · (13 Wo.)UK | US2 Platin · (42 Wo.)US | Dance1 (… Wo.)Dance | Erstveröffentlichung: 30. Juni 2017 Verkäufe: + 1.495.000    |
| 2022 | Funk Wav Bounces Vol. 2 Sony Music | — | — | CH30 (2 Wo.)CH | UK5 (3 Wo.)UK | US17 (2 Wo.)US | — | Erstveröffentlichung: 5. August 2022                         |

## Auszeichnungen
| Nominierungen - BT Digital Music Awards: Best Electronic Artist/DJ - Q Awards: Best Breakthrough Artist - XFM Music Awards: I Created Disco - Shortlist Music Prize: I Created Disco - BRIT Awards: Dance wiv Me (beste britische Single) - Ivor Novello Awards: Dance wiv Me (bestes zeitgenössisches Lied) - BRIT Awards: Bester britischer Künstler - Can Krebs Award: Bester Elektronic Artist/DJ | Auszeichnungen - The Music Producers Guild Award: Bester Remixer - NME Awards: Dance wiv Me (feat. Dizzee Rascal & Chrome) Best Dancefloor Filler - NME Awards: Sweet Nothing (feat. Florence Welch) Dancefloor Anthem - Ivor Novello Awards: Songwriter of the Year - BRIT Awards (2019): British Producer of the Year - BRIT Awards (2019): British Single – One Kiss (feat. Dua Lipa) |